# Міяуті Сатосі
Міяуті Сатосі (яп. 宮内 聡, нар. 26 листопада 1959, Токіо ) — колишній японський футболіст і тренер. Грав за збірну Японії та був тренером жіночої збірної Японії з футболу.

## Клубна кар'єра
Грав за команду Фурукава Електрік.

## Виступи за збірну
Дебютував 1984 року в офіційних матчах у складі національної збірної Японії. У формі головної команди країни зіграв 20 матчів.

## Статистика
Статистика виступів у національній збірній.
| Збірна Японії | Збірна Японії | Збірна Японії |
| Роки          | Ігри          | голи          |
| ------------- | ------------- | ------------- |
| 1984          | 1             | 0             |
| 1985          | 8             | 0             |
| 1986          | 6             | 0             |
| 1987          | 5             | 0             |
| Усього        | 20            | 0             |